# Siobhan Dowd
Siobhan Dowd (Londra, 4 febbraio 1960 – Oxford, 21 agosto 2007) è stata una scrittrice e attivista inglese.
L'ultimo libro che ha completato, La bambina dimenticata dal tempo, uscito postumo, ha vinto la Carnegie Medal 2009 come miglior libro dell'anno per ragazzi o giovani adulti pubblicato nel Regno Unito. Purtroppo morì prima di completare il suo ultimo libro, Sette minuti dopo la mezzanotte, in originale A Monster Calls; il romanzo è stato infatti poi concluso da Patrick Ness. In Italia, il suo romanzo Il mistero del London Eye ha vinto nel 2012 il Premio Andersen come miglior libro per ragazzi oltre i 12 anni.

## Biografia
Siobhan Dowd è nata a Londra da genitori irlandesi. Ha frequentato un liceo classico cattolico nel sud di Londra, si è laureata in lettere classiche alla Oxford University e ha ottenuto con lode un master in studi etnici e di genere alla Greenwich University.
Nel 1984 si è unita al PEN International, dapprima come ricercatrice per conto del Comitato per gli scrittori imprigionati e successivamente come direttrice del PEN American Center's Freedom-to-Write Committee a New York City. Il suo lavoro comprendeva il finanziamento e la direzione del comitato di difesa dello scrittore Salman Rushdie negli USA e viaggi in Indonesia e Guatemala per indagare sulle locali condizioni dei diritti civili degli scrittori. Durante i sette anni del suo soggiorno a New York, Siobhan Dowd è stata nominata fra i "top 100 Irlandesi-Americani" dalla rivista "Irish-America Magazine" e Aer Lingus per il suo lavoro internazionale contro la censura.
Al suo ritorno nel Regno Unito, Siobhan Dowd è stata fondatrice, della sezione britannica del programma PEN per lettori e scrittori. Il programma porta gli autori nelle scuole di aree socialmente disagiate, oltre che nelle prigioni, nei riformatori e nelle comunità di recupero. Nel corso del 2004, Siobhan Dowd ha prestato servizio come vice commissario per i diritti dei minori nell'Oxfordshire, collaborando col governo locale per assicurare che i servizi dedicati ai minori fossero conformi ai protocolli dell'ONU.
Prima della sua morte a causa di un tumore al seno, ha creato la Siobhan Dowd Trust, una fondazione di beneficenza a cui sono destinati tutti i diritti d'autore derivanti dalle sue opere letterarie al fine di assistere i bambini che sono sprovvisti della gioia della lettura.

## Opere
Dowd ha curato due antologie nella collana "Letteratura Minacciata" del Comitato per gli scrittori imprigionati: "This Prison Where I Live" (Cassell, 1996) e, insieme a Ian Hancock e Rajko Djuric, The Roads of the Roma: a PEN Anthology of Gypsy Writers (University of Hertfordshire Press, 1998 e 2004).
Un invito da parte di Tony Bradman di contribuire con un racconto su un "Pavee" (nomade) irlandese alla sua antologia di racconti per bambini contro il razzismo, Skin Deep (Puffin, 2004), le ha aperto una nuova carriera come autrice di libri per ragazzi. Siobhan Dowd è stata incoraggiata da questo successo a continuare a scrivere per ragazzi e ha sviluppato una profonda amicizia con due famosi autori per ragazzi, Lee Weatherly and Fiona Dunbar. I tre si incontravano regolarmente per parlare del loro lavoro e per discutere di letteratura per ragazzi.
Il primo romanzo di Siobhan Dowd, Le rose di Shell, è stato pubblicato nel 2006 ed è stato finalista per la Carnegie Medal, per il Waterstone's Children's Book Prize, per lo Sheffield Children's Book Award, per il Deutscher Jugendliteraturpreis, per il CBI Bisto Book of the Year Award e per il Guardian Children's Fiction Prize. Per questo libro ha vinto il Children's Book Ireland Eilís Dillon Award nel maggio 2007 e il Branford Boase Award nel giugno 2007.

### Il mistero del London Eye
Il mistero del London Eye ("The London Eye Mystery") è uscito nel 2007 ed è stato il suo secondo romanzo. Ha vinto il premio NASEN/TES Special Educational Needs Children's Book Award, è stato finalista per la Carnegie Medal 2008 e per i premi Red House Children's Book Award, Doncaster Book Award, e Southwark Schools Book Award. Nel maggio 2008, il libro ha ottenuto il premio postumo di 10000 € Bisto Book of the Year e nel gennaio 2009 ha vinto il Salford Children's Book Award. In Italia è stato pubblicato dalla casa editrice uovonero (che successivamente ha tradotto e pubblicato tutti i romanzi dell'autrice) e ha vinto il Premio Andersen 2012 come miglior libro oltre i 12 anni. Inoltre è stato Libro dell'anno 2012 di FuoriLegge, finalista di Un libro per la testa 2013 e libro del giorno di Fahrenheit (programma radiofonico) su RAI Radio 3. Il libro parla della misteriosa scomparsa del quattordicenne Salim durante un giro sul London Eye, dove era stato accompagnato dai suoi cugini Ted e Kat. La polizia inizia le indagini, ma parallelamente anche i due ragazzi iniziano a formulare teorie e a seguire delle loro piste. In questo, la particolare mente di Ted, su cui "gira un sistema operativo diverso" (ha la Sindrome di Asperger), sarà di grande aiuto nel cogliere dettagli preziosi nelle indagini.
Nel settembre 2017 è uscito in Italia il seguito del romanzo: Il mistero del Guggenheim, nato da un'idea di Siobhan Dowd e scritto dall'apprezzata giallista Robin Stevens.

### La bambina dimenticata dal tempo
La bambina dimenticata dal tempo ("Bog Child") è uscito nel 2008, ha vinto la Carnegie Medal (unico caso di attribuzione postuma nella storia del premio) ed è stato finalista del Guardian Award. Il romanzo è ambientato sul confine fra Irlanda del Nord e Eire nel 1981, nei giorni dello sciopero della fame dei membri dell'IRA in carcere. Il protagonista è un diciottenne di nome Fergus che, mentre ruba della torba in una torbiera, rinviene accidentalmente il cadavere di una bambina perfettamente conservato dalle proprietà del terreno. Si tratta di una mummia di palude che risulterà risalente all'età del ferro e che incomincerà a parlare a Fergus, raccontando una storia lontana che ha molti punti di contatto con quella del ragazzo. In Italia il libro è stato tradotto da Sante Bandirali.

### Crystal della strada
Uscito nel gennaio 2009, è stato finalista del Guardian Award e del Costa Book Award.
Anche in questo caso, la protagonista di Crystal della strada ("Solace of the road") è un'adolescente che vive una situazione di disagio. La giovane Holly Hogan, infatti, è una tredicenne affidata ai servizi sociali che vive a Templeton House, un istituto per minori a Londra. Dopo essere stata adottata da una coppia senza figli, i fin troppo premurosi Fiona e Ray, decide di fuggire per andare alla ricerca di sua madre in Irlanda. Per fare questo si inventerà una nuova identità grazie a una parrucca bionda trovata per caso: nasce così Crystal l'inarrestabile, una ragazza che dimostra qualche anno di più e si muove nel mondo con fascino e sicurezza. Il viaggio verso l'Irlanda diventerà presto un viaggio interiore alla ricerca di se stessa, che la porterà a scoperte impreviste.

### Sette minuti dopo la mezzanotte
Siobhan Dowd ha iniziato almeno un altro romanzo prima di morire, che ha per protagonista un ragazzo che deve affrontare la malattia terminale della madre. "Quello che aveva erano i personaggi, una premessa dettagliata e l'inizio. Quello che non aveva, sfortunatamente, era il tempo" ha dichiarato Patrick Ness, lo scrittore che ha successivamente accettato la proposta di terminare la stesura del romanzo, illustrato da Jim Kay. Nel 2012 il libro ha vinto sia la Carnegie Medal  (a Ness) sia la consorella Kate Greenaway Medal (a Kay), una doppietta unica negli oltre cinquant'anni di storia del premio. In Italia il libro è uscito all'inizio del 2012.
Nel 2016 esce l'adattamento cinematografico Sette minuti dopo la mezzanotte, diretto da Juan Antonio Bayona.

### Il riscatto di Dond
Uscito postumo nel Regno Unito nel 2013, Il riscatto di Dond è un piccolo gioiello che unisce i toni della fiaba a quelli della leggenda e del mito. Racconta la storia di Darra, tredicesima figlia, che per un'antica maledizione dovrà essere sacrificata al dio degli inferi Dond nel giorno del suo tredicesimo compleanno. Illustrato da Pam Smy, tradotto da Sante Bandirali, il libro è stato finalista al premio Scelte di classe 2014 ed è stato nella cinquina finalista del Premio Strega Ragazze e Ragazzi 2016 (categoria 6+).

### Le rose di Shell
Ambientato in un villaggio nel sud dell'Irlanda, Le rose di Shell (il cui titolo originale, "A Swift Pure Cry", è una citazione da Ulisse di James Joyce), tradotto da Sante Bandirali, narra la storia della giovane Michelle Talent, detta Shell, che dopo la morte della madre si trova a doversi prendere cura dei due fratellini e del padre, che ha trovato rifugio dal dolore nella religione e nell'alcool. Affascinata da un giovane prete, Padre Rose, e dal seducente Declan Ronan, Shell si troverà presto al centro dei pettegolezzi della popolazione del piccolo e bigotto villaggio dove vive. Ma sarà il ritrovamento dei cadaveri di due neonati a scatenare lo scandalo e a tingere la vicenda di giallo. A proposito di questo libro, la scrittrice Michela Murgia ha definito Siobhan Dowd "un'autrice straordinaria".

## Vita privata

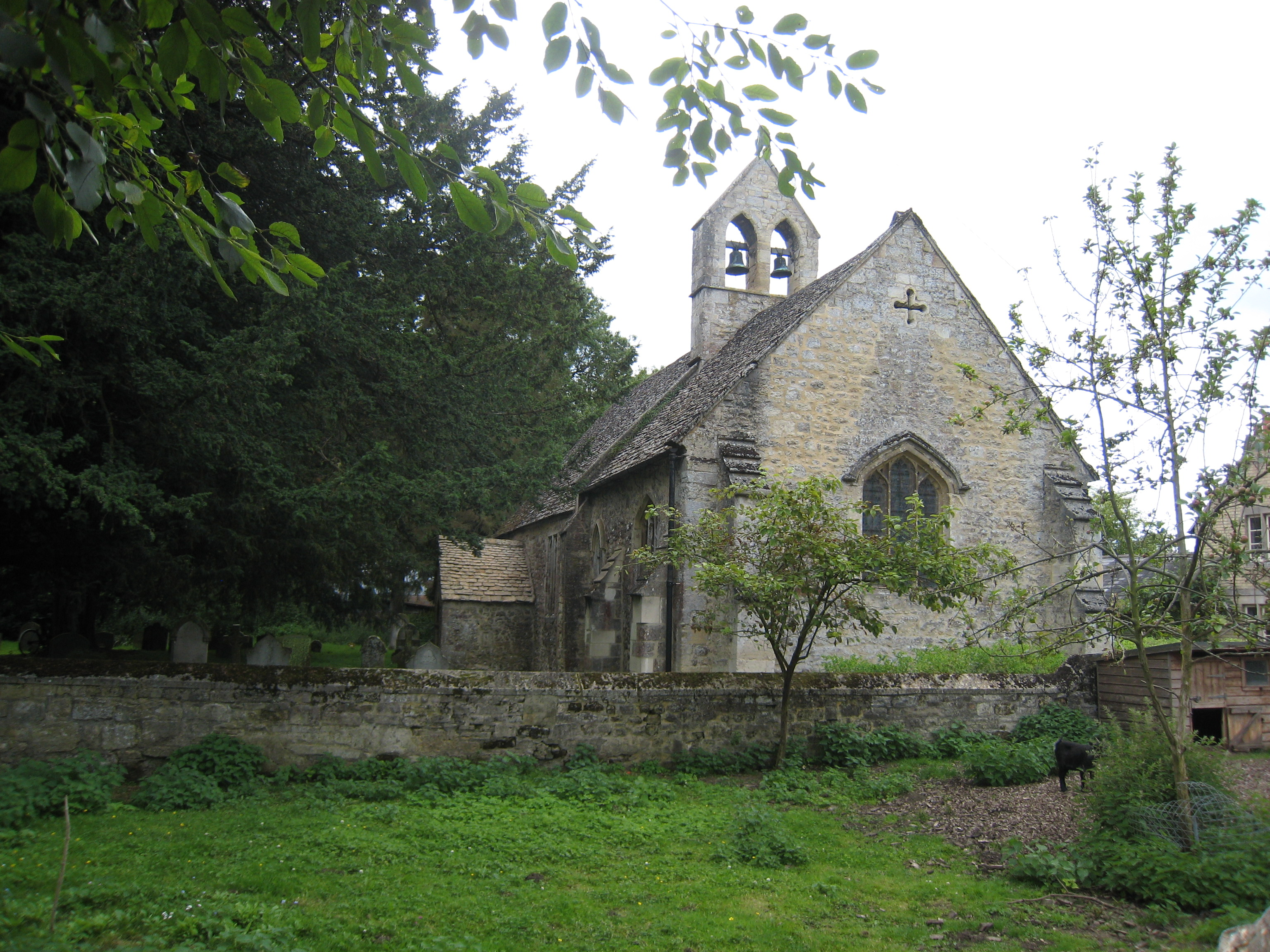
La chiesa di St Margaret a Binsey, Oxford, dove Siobhan Dowd è sepolta.

Siobhan Dowd si è sposata due volte. Al termine del suo primo matrimonio, all'inizio del 1990, si è trasferita a New York, dove ha lavorato per il PEN American Center. Ha vissuto sette anni a New York finché è tornata a Londra nel 1997 per passare più tempo con la sua famiglia. Nel 2000 ha incontrato Geoff Morgan, un bibliotecario alla Oxford Brookes University. Si sono sposati nel marzo 2001 in Galles.
Nel settembre 2004 le è stato diagnosticato un tumore al seno in stato avanzato. Nonostante questo, ha continuato a scrivere in modo prolifico. Nel suo ultimo anno di vita ha sviluppato un'amicizia con la scrittrice per ragazzi Meg Rosoff.

## Morte
Siobhan Dowd è morta di tumore al seno il 21 agosto 2007, all'età di 47 anni. È sepolta nel cimitero della chiesa di St. Margaret a Binsey, nell'Oxfordshire.